# Arturo Cronia
Arturo Cronia (Zadar, 13. prosinca 1896. – Padova, 11. svibnja 1967.), talijanski slavist

## Životopis
Rodio se u Zadru. U rodnom gradu pohađao je škole, te u Grazu, Pragu i Padovi. Višegodišnji čelni padovanskog Instituta za slavensku filologiju i katedre za tzv. »srpsko-hrvatski jezik i književnost«. Školovan na zasadama slavenske filologije njemačke škole povezane s tradicijom austroslavizma. Djela mu obiluju raznim obrađenim temama iz književnosti i jezika istočne Europe ili Slavije, godinama nepoznate u Italiji. Opus mu čini više od četirista studija i članaka iz područja gramatologije, leksikografije, paleografije, dijalektologije, književne povijesti i kritike te komparativne književnosti. Za života ga se uzimalo za najpoznatijeg talijanskog kroatista jer je najviše radova posvetio hrvatskome jeziku i književnosti. Zbog jugoslavističkih zasada na školovanju na njemačkim učilištima, rad mu je zatrovan serbokroatizmom, što i danas karakterizira brojna njemačka sveučilišta. K tomu nikako se ne smije ispustiti iz obzira da je iz Zadra gdje su talijanaško-autonomaška dekroatizatorska ideologija imala zadnje uporište u austrijskoj Dalmaciji, kao i činjenici da mu je rodni grad bio iredentistima bio mostobran u međuratnom razdoblju te izvor frustracija nakon drugoga svjeetskog rata. Strastveni zagovornik latinsko-slavenske simbioze u dalmatinskoj i dubrovačkoj književnosti. Ta naginjanja umanjila su vrijednost njegovih radova, zbog čega je reagirala hrvatska književna historiografija. Cronia je ideološki tendenciozan, obilježen iredentizmom i serbokroatizmom koji mu je drugi obrambeni rov protiv hrvatstva. Svaki rad o hrvatskim djelima ima privjesak srpstva na prvome mjestu, radi potiskivanja hrvatskog identiteta. Zbog toga poriče neke od temelja hrvatske književnosti, poput izvornih vrijednosti glagoljice, humanizma i renesanse te baroka u Dalmaciji i Dubrovniku. Tvrdio je da je starija hrvatska književnost "legitimni i logični slijed talijanske književnosti", čija je "kopija ili kalk, očigledan odraz ili odjek" te tipično "jadranska književnost" koja živi samo dok je Venecija "presvijetla kraljica mare nostruma" te da u Dalmaciji tog doba "nema pisca koji ne otkriva talijanske prethodnike i čudesnu blagodat talijanske iradijacije".